# Eulithis uniformata
Eulithis uniformata är en fjärilsart som beskrevs av Barend J. Lempke 1950. Eulithis uniformata ingår i släktet Eulithis och familjen mätare. Inga underarter finns listade i Catalogue of Life.